# .cd
cd. هو نطاق إنترنت من صِنف مستوى النطاقات العُليا في ترميز الدول والمناطق، للمواقع التي تنتمي لجمهورية الكونغو الديمقراطية.